# 七生村
七生村（ななおむら）は東京都の南西部、南多摩郡に属していた村。現在は日野市の浅川以南の部分に当たる。

## 地理
- 河川：浅川、程久保川

## 交通
- 鉄道：京王帝都電鉄百草園駅、高幡不動駅、南平駅、平山城址公園駅。京王動物園線、多摩都市モノレールは未開業。

## 村長
- 土方喜久太郎　1889年6月〜1892年2月
- 土方篠三郎　1892年4月〜1899年5月
- 小宮佐一郎　1899年5月〜1906年4月
- 平又蔵　1906年4月〜1917年10月
- 高橋茂吉　1917年12月〜1925年12月
- 土方邦三　1926年2月〜1934年2月
- 浜田恵治 1934年2月〜1946年5月
- 朝倉昭郎 1946年5月〜1946年11月
- 平利一　1947年4月〜1951年4月
- 土方龍之助　1951年4月〜1955年4月
- 朝倉昭郎　1955年5月〜1958年1月

## 歴史
- 1889年（明治22年）4月1日 町村制施行により、神奈川県南多摩郡平山村、南平村、高幡村、程久保村、三沢村、落川村、百草村が合併し七生村が成立する（落川村、百草村の各飛地は多摩村に編入）。
- 1893年（明治26年）4月1日 南多摩郡が北多摩郡、西多摩郡とともに東京府へ編入される。
- 1932年（昭和7年） 経済更生指定村に指定される。
- 1939年（昭和14年） 東京府拓務訓練所が開設される。
- 1943年（昭和18年）6月21日 香淳皇后行啓。田植えや東京府拓務訓練所視察。
- 1943年（昭和18年）7月1日 東京都制施行。
- 1947年（昭和22年）4月1日 村立七生中学校（現：日野市立七生中学校）開校。
- 1953年（昭和28年）10月1日 町村合併促進法が施行。
- 1958年（昭和33年）2月1日 日野町（現：日野市）と合併